# 即时战术游戏
即时战术游戏（缩写“RTT”）是一种电子游戏类型，它属于战术战争游戏，玩家以实时的方式在模拟的战场环境中进行战术指挥。它和即时战略不同的就是没有了经典的资源采集和建筑建造过程，更強調各種兵種的重要性並專注於战术上的使用。

## 与即时战略的比较
总的来说战略指的是范围相当广的武器的运用，以及外交、情报、经济资源的使用；而战术则只关注近期的一场战役的胜负。而到了电子游戏领域，这个差别通常只体现在有没有建筑和单位的生产上面。

## 外部連結
- The State of the RTS（页面存档备份，存于）, IGN, 2006